# Areo I
Areo I (in greco antico: Ἄρειος?, Àreios; ... – 265 a.C.) fu re di Sparta, della dinastia degli Agiadi, dal 309 al 265 a.C..

## Biografia
Alla morte del nonno Cleomene II, Areo, che era figlio del primogenito Acrotato premorto al padre, gli succedette grazie all'appoggio della gherusia, nonostante fosse in tenera età e al trono aspirasse anche lo zio Cleonimo, che mantenne la reggenza per una quindicina d'anni.

### Regno
Durante il lungo regno di Areo, Sparta riassume un ruolo militare e politico attivo, ponendosi di nuovo a capo di una lega peloponnesiaca. Nonostante la lega fosse stata sconfitta dalla lega etolica nel 281-280 a.C., Sparta continuò ad intervenire anche all'esterno del Peloponneso.
Mentre Areo comandava una spedizione militare a Creta, in aiuto di Gortina nella sua guerra contro Cnosso, il re d'Epiro Pirro, invitato da Cleonimo,  pose l'assedio a Sparta. La città resistette e Pirro fu cacciato al rientro di Areo da Creta.
Nel corso della guerra cremonidea, Areo tentò con tre successive spedizioni militari di sottrarre Corinto ai Macedoni, ma fu ucciso durante il terzo tentativo, nel 265 a.C.. Gli successe il figlio Acrotato.

### Rapporti con i Giudei
In un passo del Primo libro dei Maccabei si parla di una lettera che un certo Dareios avrebbe inviato al sommo sacerdote Onia sostenendo l'origine comune di Spartani ed Ebrei. Il nome è generalmente emendato in Areo e si pensa che si tratti di Areo I.
(Maccabei, I, capitolo 12)
L'originalità della lettera è stata messa fortemente in discussione ed è considerata generalmente un falso del II secolo a.C.; tuttavia il fatto che la lettera sia stata attribuita al re Areo I è prova del grande prestigio che questo sovrano aveva assunto nel III secolo a.C. e dell'importanza della politica spartana a livello internazionale durante il suo regno, come emerge dall'alleanza stretta con i Tolomei e la formazione dell'alleanza anti-macedone che portò poi alla guerra cremonidea.